# 原浩一郎
原 浩一郎（はら こういちろう、1955年（昭和30年） - ）は、日本の小説家。また詩人として近江詩人会に所属。「魂の文学」というキャッチフレーズにて自身の活動を広報している。投稿文芸誌文芸エム編集責任者。鹿児島県川内市生まれ。

## 経歴
立命館大学法学部（政治学専攻）卒業。家庭裁判所から弁護士事務所を経て編集プロダクションに勤務。その後独立し、ソフト開発工房を自営し、並行して中学校非常勤講師、就労困難者支援講師等活動に取り組む。PFI方式の刑務所で使用する教育教材として、小説の執筆を始める。
2015年、投稿作「アクリル板」にて雑誌『文芸思潮』主催の第11回銀華文学賞（アジア文化社）最優秀賞受賞。2020年、投稿作「出所証明」にて第13回銀華文学賞（アジア文化社）最優秀賞受賞。2023年「悔いの華」にて第1回東京中野文学賞大賞受賞。2018年に単行本『罪のあと』にて、県民の出版物を対象とした滋賀県文芸出版賞（滋賀県行政主催）受賞。2020年に文芸投稿誌『文芸エム』を創刊。『文芸エム』は、2021年の第1回新同人雑誌賞（社団法人「全国同人雑誌協会」）を受賞している。2020年文芸作品集『WORKS』創刊。

## 作品リスト

### 単行本
- 『罪のあと』（デフト・パブリッシング、2017年）

### 雑誌等掲載作品
- 「アクリル板」 - 『文芸思潮』第59号（2015年2月）
- 「出所証明」 - 『文芸思潮』第78号（2020年12月）
- 「定点としての覚悟　―　坂口安吾、金子光晴、観阿弥」 - 『文芸思潮』第83号（2022年3月）
- 「他者への郷愁のような畏敬」 - 『臨床心理学研究』vol.60 No.1（編集日本臨床心理学会　2022年10月）
- 「私が私をとりもどすために」 - 『臨床心理学研究』vol.61 No.1（編集日本臨床心理学会　2024年1月）
- 「当事者性と加害者性」 - 『臨床心理学研究』vol.62 No.1（編集日本臨床心理学会　2024年10月）

### 電子書籍
- 『航路』（私家版、2019年6月）
  - 舞台『航路』（劇団メンソウル 第17回公演、演出脚本:杉本凌士、2017年8月）原作[7]。
- 『海鳴りから』（私家版、2019年6月）
  - 映画『あの街から』（監督脚本:中田敦夫、2015年）原作[8]。
- 『アクリル板』（私家版、2019年6月）
- 『艫綱』（私家版、2019年9月）
- 『九年目の根雪』（私家版、2019年9月）
- 『残穹』（私家版、2019年9月）
- 『由』（私家版、2019年9月）
- 『糾問所の切支丹』（私家版、2019年9月）

## 魂の文学
- 言葉の力：言葉の力への揺るがない確信。その力にこそ依拠する覚悟。
- 世界は物語にあふれている：日常の出来事や事態が宿す深淵で甚大なドラマへの限りない郷愁。
- 生は死とともにある：限りのある生の営みを死の側から眺める畏敬の眼差し。
- 力のある文学：消費されるための文学でなく、深奥からむしろ衝き動かす文学。
- 文学の復権：文学をしてそのいのちにふさわしく市井で働かしめよ。[9]